# Valentines (Uruguay)

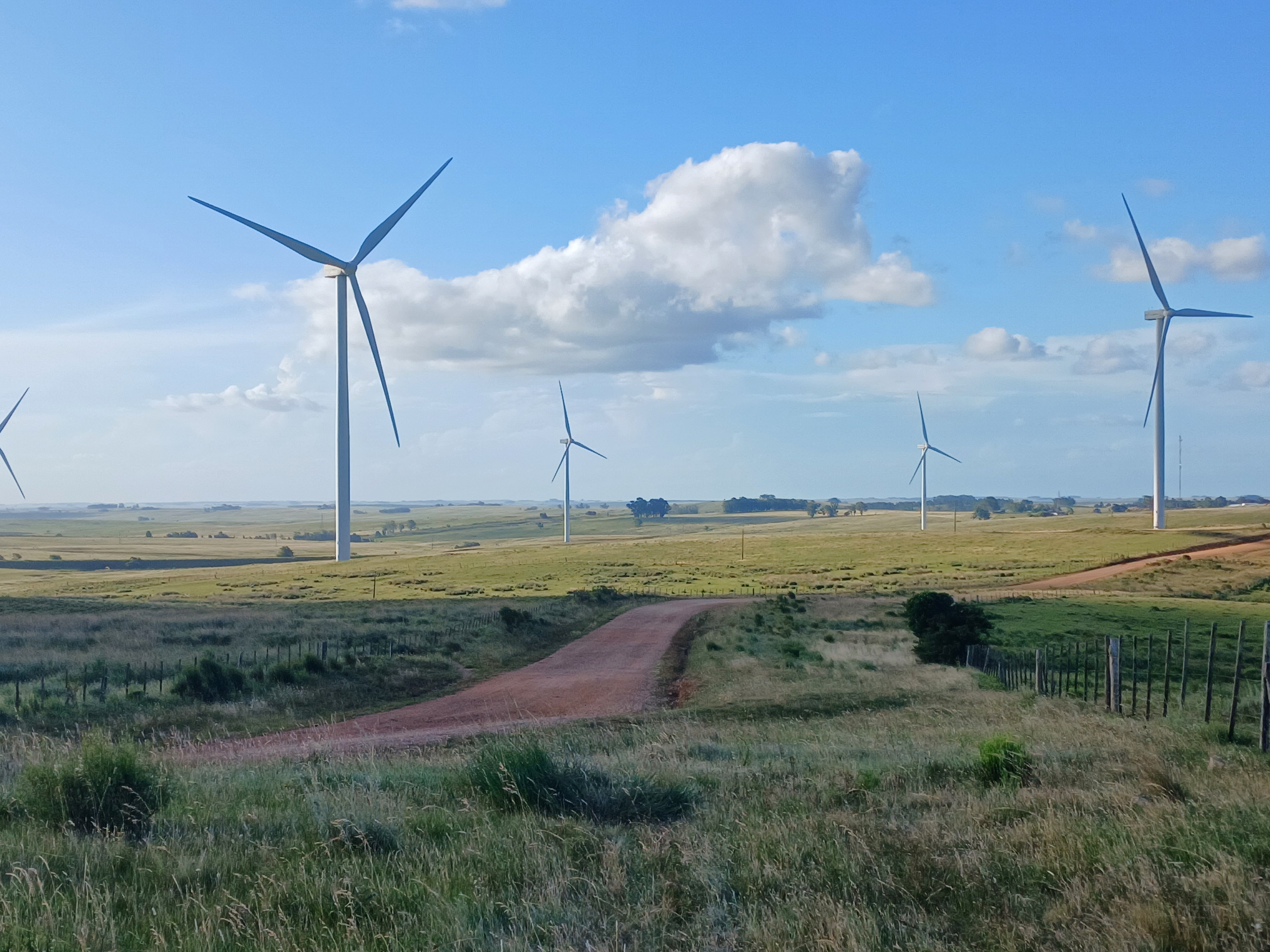
Parque Eólico de Valentines

Valentines es una localidad uruguaya bajo la administración de los departamentos de Treinta y Tres  y Florida.

## Ubicación
La localidad se encuentra situada sobre la cuchilla Grande, en el límite entre los departamentos de Treinta y Tres  y Florida, a 3 km de la ruta nacional Nº 7 en su km 234 y en el empalme con la ruta 19.

## Historia
Existen muchas versiones a cerca del origen del nombre de esta localidad. Se maneja como hipótesis que proviene de pluralizar el nombre Valentín y que éste se refiere a una persona que vivió en la zona quién pudo haber tenido alguna propiedad allí.
Las primeras edificaciones de la zona datan de mediados de 1800. El 15 de mayo de 1908 se inauguró la estación de trenes, al extenderse la línea Montevideo-Nico Pérez hasta Cerro Chato y al año siguiente hasta Melo. Dicha fecha se tomó posteriormente como la fundación de la localidad. Entre 1920 y 1930 se habría producido el asentamiento más importante de población.

## Población
De acuerdo al censo de 2011 la población de Valentines era de 178 habitantes, de los cuales 133 correspondían al departamento de Treinta y Tres y 45 al departamento de Florida.
| 240           | 204 | 217 | 178 |
| (Fuente: INE) |     |     |     |

## Economía
Valentines está inmerso en una zona tradicionalmente de explotación ganadera, pero en los últimos años la forestación ha ido aumentando su actividad. En la zona existe actualmente un vivero de plantines de eucalyptus.
En 2016 se inauguró un parque eólico de gran porte, que cuenta con 35 aerogeneradores de 2 MW cada uno, totalizando una capacidad instalada de 70 MW. El propietario del parque es Areaflin S.A. mientras que Siemens Gamesa se encarga del mantenimiento técnico.

### Proyecto de minería de hierro
En esta zona se localizan yacimientos de mineral de hierro, los mismos fueron investigados en la década de 1950 por el Estado uruguayo y en 1976 por geólogos uruguayos y alemanes. En homenaje al lugar llamaron «valentinesita» (un tipo de BIF al mineral, combinación de magnetita con cuarzo. Esto motivó el interés de instalar el proyecto Aratirí, del que se desistió en 2016.